# Eilema plumbeolata
Eilema plumbeolata är en fjärilsart som beskrevs av Stephens 1829. Eilema plumbeolata ingår i släktet Eilema och familjen björnspinnare. Inga underarter finns listade i Catalogue of Life.